# Краљевина Таволара
Краљевина Таволара (итал. Regno di Tavolara) била је мала независна држава, која је постојала у XIX и XX веку на острву Таволара. Владарска породица Бертолеони, била је једна од мањих краљевских породица у свету, која је владала овом краљевином. Тренутно, територија Таволаре је де факто део Италије, иако званично акт о анексији никад није донет.
Острво се налази североисточно од Сардиније. Има површину од 5 km² и популацију од 57 становника. Осим јединог насеља Ла Пунта дел Каноне, на острву се налази и војна база НАТО-а.

## Историја
Године 1836. краљ Сардиније Карло Алберт направио је званичну државничку посету острву и њеном монарху Ђузепеу Бертолеонију. Ђузепе је умро 1845. године и власт је преузео његов син Паоло, који је постао краљ Паоло I. Приликом крунисања, саопшетно је да је британска краљица Викторија признала суверенитет краљевства.
За време постојања Краљевства Таволара, она није укључена у јединствену Италију. Током владавине владе Краљевине Италије, Паоло је платио 12.000 фунти за земљиште на североисточном рту острва како би изградио светионик, који је постао функционалан 1868. године. Суверенитет острва Таволара потврђена је и 1903. године кад је краљ Италије Виктор Емануел III потписао уговор о пријатељству Краљевине Италије са Краљевином Таволара.
После смрти Паола I, 1886. године страна штампа је извештавала о томе да је острво постало република. Њујорк тајмс је, у једном од својих чланака, описао владу Таволаре са председником и одбор од шест чланова које се бира гласањем. Остали медији тог времена су извештавали о планираним трећим председничким изборима Таволаре 1896. године. Међутим, половином XX века, све ове информације су оспорене и сматрало се да су засноване само на гласинама.

### Губитак независности
Трећи краљ Таволаре био је Карло I. Након његове смрти 1928. године заменио га је његов син, Паоло II. Међутим, краљ Паоло II је отишао у иностранство, а на своје место поставио своју тетку Марианџелу. Краљица Марианџела умрла је 1934. године, а власт на острву преузима Краљевина Италија.
Након овог догађаја, Паоло II је и даље тврдио да краљевина постоји, с обзиром да он и даље био законити владар острва. Године 1962. Паоло II је умро, а на острву је исте године изграђена НАТО база и тиме је окончана независност острва.
Син Паола II био је Карло II и такође се називао краљем Таволаре. Његов син је Тонино Бертолеони, има италијанско држављанство и води ресторан на острву. И он се назива краљем острва. Политички, острво у интересу спољних односа, представља кнез Ернесто Јеремија са Таволаре, који живи у граду Ла Специја у Лигурији и који је написао историју острва.